# 河合俊和
河合 俊和（かわい としかず）は、日本の医用生体工学者・情報工学者。大阪工業大学ロボティクス＆デザイン工学部ロボット工学科教授。工学博士（大阪大学）。日本機械学会ロボティクス・メカトロニクス部門出版委員会委員長。日本生体医工学会関西支部評議員。日本コンピュータ外科学会評議員。元日本ロボット学会事業計画委員会委員。
専門は、医療ロボティクス（特に、ロボットマニピュレーター）・医用生体工学、知能情報学・制御システムなど。

## 経歴
1996年神戸大学工学部情報知能工学科卒業。1998年同大学大学院自然科学研究科情報知能工学専攻修士課程修了。2005年大阪大学大学院情報科学研究科バイオ情報工学専攻博士課程修了（日本ME学会副会長を務めた赤澤堅造の指導）、工学博士（大阪大学）。日立製作所機械研究所研究員として、脳神経外科手術支援システム開発に従事。2004年慶應義塾大学医学部共同研究員を経て、2007年大阪工業大学工学部生体医工学科（現：生命工学科）に着任。2017年ロボティクス＆デザイン工学部ロボット工学科教授。
主な所属学会は、日本機械学会、日本ロボット学会、日本生体医工学会、日本コンピュータ外科学会、日本内視鏡外科学会、IEEEなど。主な受賞は、日本機械学会ロボティクス・メカトロニクス部門ROBOMEC表彰(2002)、日本ロボット学会実用化技術賞「手術支援のためのマニピュレータ技術」(2003)、日本生体医工学会生体医工学シンポジウムベストリサーチアワード(2003)、日本コンピュータ外科学会日立賞/シルバー賞(2015)など。

## 主な研究
- 手術支援ロボット 〜 手術支援マルチ接続マスタスレーブロボット
- 内視鏡下手術支援ローカル操作型看脱式術具マニピュレータ(LODEM)[6]
- 内視鏡下手術映像の画像処理
- 微細手術支援ローカル操作型マルチアングルマニピュレータ - 京都大学ウイルス・再生医科学研究所、信州大学学術研究院繊維学系、国立がん研究センター東病院との産学共同研究(2015-2017)[7]。
- 音声操作する手術助手ロボットの姿勢制御 - 京都大学医学研究科・大阪大学・国立がん研究センター東病院との共同研究[8]

また、第7回最先端技術ハンズオンワークショップ2018（大阪科学技術センター主催）で「ダビンチに続く手術支援ロボットの開発 〜 内視鏡手術支援ロボットデバイス」の講師を務めた。